# Kapela Marije Pomočnice, Srednja Bistrica
Kapela je v kraju Srednja Bistrica v župniji Črenšovci in v občini Črenšovci

## Zgodovina
Je najstarejši sakralni objekt v župniji, saj je bila zgrajena leta 1849. Kapela je pripadala vaščanom s Srednje in Gornje Bistrice. Enkrat na leto, po navadi 21. novembra, na god Darovanja Device Marije, ki je bila prvotna zavetnica te kapele, se je tukaj vsako leto darovala sveta maša.
Leta 1945 so izvolili za patrona te kapele sveta brata Cirila in Metoda, za proščenjski dan pa nedeljo po godu sv. Cirila in Metoda.
Zob časa je načel stavbo in njeno opremo. V letu 1954 je bil Marijin kip popolnoma uničen. Rojak Jožef Kreslin, salezijanski duhovnik je svojim rojakom svetoval, da namesto starega propadajočega kipa priskrbijo nov kip Marije Pomočnice. Kip Marije Pomočnice, ki je narejen iz mavca, je delo salezijanske delavnici v Zagrebu. Kapela ima tudi zvon, ki ga od leta 1977 poganja avtomatska naprava. V letih 1984 - 1985 je bila kapela ponovno temeljito obnovljena. Avgusta 1985 je bil poslikan strop kapele, delo salezijanskega sobrata Cirila Jeriča.
Po drugi svetovni vojni je ta kapela služila za poučevanje verouka otrok iz Srednje in Gornje Bistrice, v osemdesetih in devetdesetih letih, ko sta bili zgrajeni cerkev in veroučna učilnica na Gornji Bistrici, pa se je v tej kapeli poučeval verouk samo še za otroke prvih in drugih razredov iz vseh treh Bistric. Leta 1992 so se vsi otroci preselili v veroučno učilnico na Gornjo Bistrico.

## Arhitektura
Neobaročna kapelica ima masivni zvonik. Členjena je z maltastimi pilastri in oprogami. Pred vhodom je novejša lesena lopa.
Kapelica stoji v vaškem jedru, vzhodno od križišča cest.